# Vintergæk (slægt)
Slægten Vintergæk (Galanthus) er udbredt i Balkan-området. Det er små løgplanter, som har hvide blomster med grønne markeringer. De formerer sig ved både løg og frø.
| Beskrevne arter |

- Vintergæk (Galanthus nivalis)
- Tyrkisk vintergæk (Galanthus elwesii)

| Andre arter |

- Galanthus alpinus
- Galanthus angustifolius
- Galanthus cilicicus
- Galanthus fosteri
- Galanthus gracilis
- Galanthus ikariae
- Galanthus koenenianus
- Galanthus krasnovii
- Galanthus lagodechianus
- Galanthus peshmenii
- Galanthus platyphyllus
- Galanthus plicatus
- Galanthus reginae-olgae
- Galanthus rizehensis
- Galanthus transcaucasicus
- Galanthus trojanus
- Galanthus woronowii